# Kronider
Kroniderne er børn af titanerne Kronos og Rhea (Kronide betyder børn af Kronos på oldgræsk). Der er seks Kronider; Hestia, Demeter, Hera, Hades, Poseidon og Zeus.
Kronos havde kastreret sin far Uranos, der forbandede ham og spåede at det skulle gå ham på samme måde. Derfor slugte Kronos sine egne børn så snart de blev født (I rækkefølgen ovenfor). Da Zeus skulle fødes gav Rhea Kronos en sten som hun havde svøbt i et barselsklæde og stak derefter af til Kreta hvor hun fødte Zeus i en hule under Idabjerget. I hulen diede Zeus en ged, Amaltheia og voksede sig stor. Da Zeus var udvokset fik han et brækmiddel af okeaniden Metis. Det gav han til Kronos og denne kastede sine børn og stenen som Rhea havde givet ham op. Dette var begyndelsen på krigen mellem titanerne og Kroniderne, der endte med at Kronos og hans søskende blev overvundet og at Zeus og hans søskende vandt.
Kilderne til denne tidlige del af de græske guders historie findes i Hesiods værk Theogonien